# Urugvajski referendum 1999.
Urugvajski referendum 1999. održan je 31. listopada 1999., na dan općih izbora. Na referendumu su se birači mogli izjasniti oko dva pitanja: o novčanoj neovisnosti (autonomiji) sudstva i o ograničavanju mogućnosti ravnateljima državnih tvrtki. Oba pitanja odbijena su s preko 50% glasova protiv od strane birača.
Iako su referendumska odbijena, Zastupnički dom i Senat, tijela Urugvajskog Parlamenta, iskoristila su mogućnost o raspravi referendumskih pitanja te glasovanju o prihvaćanju ili odbijanju ishoda refernduma. Prvo pitanje o sudstvu odbijeno je s 58 glasova protiv (od 99), a drugo s 81 glasom protiv (61 zastupnik u Zastupničkom domu i 20 senatora).

## Ishod referenduma

### Prvo pitanje: Novčana neovisnost sudstva
| Izbor                        | Glasovi   | %     |
| ---------------------------- | --------- | ----- |
| ZA                           | 949.935   | 43,08 |
| PROTIV                       | 1.254.746 | 56,92 |
| Ukupno:                      | 2.204.681 | 100   |
| Prijavljeni birači/izlaznost | 2.402.160 | 91,77 |
| Izvori: Direct Democracy     |           |       |

### Drugo pitanje: Ograničavanje mogućnosti ravnatelja državnih tvrtki
| Izbor                        | Glasovi   | %     |
| ---------------------------- | --------- | ----- |
| ZA                           | 839.004   | 38,05 |
| PROTIV                       | 1.365.677 | 61,95 |
| Ukupno:                      | 2.204.681 | 100   |
| Prijavljeni birači/izlaznost | 2.402.160 | 91,77 |
| Izvor: Direct Democracy      |           |       |

## Poveznice
- Opći izbori u Urugvaju 1999.
- Urugvajski ustavni referendum 2014.